# Turistická značená trasa 7308
 Turistická značená trasa 7308 je 10,5 km dlouhá žlutě značená trasa Klubu českých turistů v okrese Semily spojující Rokytnici nad Jizerou a Rezek. Převažující směr trasy je nejprve severovýchodní a poté jižní. Kromě úvodní třetiny vede trasa po území Krkonošského národního parku.

## Průběh trasy
Trasa má svůj počátek v části Horní Rokytnice na rozcestí s modře značenou trasou 1895 z místního nádraží na Dvoračky a zeleně značenou trasou 4286 ze Sachrovy cesty do Studenova. Trasa stoupá zástavbou a poté proti proudu Černého potoka po asfaltové komunikaci k severovýchodu zdejším skiareálem a okolo spodních stanic jeho lanových drah. Závěr stoupání v lokalitě Hoření Domky je veden luční a poté lesní pěšinou. Trasa poté pokračuje po asfaltové komunikaci jihovýchodním směrem v souběhu s modře značenou trasou 1894 z Harrachova na rozcestí Nad Světlankou, kde 1894 končí. Trasa 7308 opět stoupá asfaltovou komunikací k severovýchodu na Dvoračky, závěrem v souběhu se zeleně značenou trasou 4278 Harrachov - Horní Mísečky. Na Dvoračkách ostře mění směr k jihu a prudce klesá po lesní cestě do sedla v severním zakončení Vlčího hřebene a to v souběhu s červeně značenou trasou 0439 od pramene Labe do Vysokého nad Jizerou a opět modře značenou trasou  1895 vracející se alternativním směrem do Rokytnice. Ve výše zmíněném sedle oba souběhy postupně končí, navíc je odsud výchozí zeleně značená trasa 4272 vedoucí východním svahem hřebene rovněž na Rezek. Trasa 7308 pokračuje klesáním přibližně k jihu asfaltovou tzv. Vlčí cestou k silnici II/294 a po ní k jihovýchodu na Rezek, kde končí stejně jako alternativní 4272. Průchozí je zde modře značená trasa 1805 od přehrady Labská do Jablonce nad Jizerou.

## Turistické zajímavosti na trase
- Lanová dráha Rokytnice nad Jizerou - Hoření Domky
- Lanová dráha Rokytnice nad Jizerou - Lysá hora
- Dvoračky
- Rezek